# North Philadelphia
North Philadelphia, becenevén North Philly, a pennsylvaniai Philadelphia egyik városrésze. Közvetlenül a Center Citytől északra található. Bár a terület teljes kiterjedése kissé homályos, "Észak-Philadelphiának" tekintik mindazt, ami a Vine Street vagy a Spring Garden Street-től északra, Északnyugat-Philadelphia és Északkelet-Philadelphia között található. Északról a Broad Street mentén az Olney Ave, délről a Spring Garden Street, nyugatról a 35. utca, keletről pedig az Adams Avenue határolja. A philadelphiai rendőrség öt kerületben járőrözik, amelyek Észak-Philadelphiában találhatók: a 22., 25., 26., 35. és 39. kerületben. Észak-Philadelphia tizenhárom irányítószámmal rendelkezik: 19120, 19121, 19122, 19123, 19125, 19126, 19130, 19132, 19133, 19134, 19137, 19140 és 19141.
A városvezetés pontosabban három kisebb körzetnek tekinti Philadelphia e burjánzó darabját, amelyet 1964-ben az Újjáépítési Hatóság rajzolt ki. Ezek a területek (északról délre) Olney-Oak Lane, Upper North Philadelphia és Lower North Philadelphia. Észak-Philadelphia további részei közé tartozik Brewerytown, Fairhill, Fairmount, Francisville, Franklinville, Glenwood, Hartranft, Koreatown, Northern Liberties, Poplar (nagyjából a Girard Avenue, Broad Street, Spring Garden Street és 5th Street által határolt), Sharswood, Strawberry Mansion és Yorktown.
Lakosainak száma 240 781 fő (2010).

## Népesség
A település népességének változása:

| 2010 | 240 781 |